# Union Parish
Union Parish is een parish in de Amerikaanse staat Louisiana.
De parish heeft een landoppervlakte van 2.273 km² en telt 22.803 inwoners (volkstelling 2000). De hoofdplaats is Farmerville.